# Rasmik Wardanjan
Rasmik Chatschaturowitsch Wardanjan (armenisch Ռազմիկ Խաչատուրովիչ Վարդանյան, russisch Размик Хачатурович Варданян, englische Transkription: Razmik Vardanyan; * 4. August 1983 in Jerewan, Armenische SSR) ist ein armenischer Billardspieler, der in der Billardvariante Russisches Billard antritt.
Er erreichte 2017 das Finale beim Kremlin Cup.

## Karriere
Ab 2007 nahm Rasmik Wardanjan gelegentlich am Europacup teil, kam bei seinen vier Turnieren bis 2010 jedoch nicht über die Runde der letzten 64 hinaus. Im März 2010 machte er erstmals auf sich aufmerksam, als er bei den Prince Open in Moskau unter anderem Wadym Korjahin besiegte und erst im Viertelfinale an Juri Paschtschinski scheiterte. Im selben Jahr spielte er erstmals beim Kremlin Cup mit und schied in der Vorrunde aus.
Anfang 2011 trat Wardanjan erstmals im Weltcup an. Bei den meisten größeren Turnieren des Jahres schied er frühzeitig aus, so etwa bei den Asian Open und beim Kremlin Cup. Bessere Ergebnisse erzielte er lediglich beim Gouverneurspokal in Uljanowsk, bei dem er das Finale gegen Oleksandr Palamar mit 5:7 verlor, und beim Igolnikow-Pokal, bei dem er ins Viertelfinale gelangte. Während er bei der Europameisterschaft mit einer 4:5-Niederlage im entscheidenden Vorrundenspiel gegen Niyazi Xələfov nur knapp den Einzug ins Achtelfinale verpasste, gewann er im Oktober 2011 bei seiner ersten Weltmeisterschaft sein Auftaktspiel gegen Janne Pekkola und schied anschließend mit zwei Niederlagen aus.
Im April 2012 zog Wardanjan beim Adygeja-Pokal ins Finale ein und musste sich dem Ukrainer Iwan Pawenko nur knapp mit 4:5 geschlagen geben. Daneben erreichte er in den ersten sieben Monaten des Jahres fünfmal die Runde der letzten 32, unter anderem bei der EM 2012, bei der er unter anderem Sergei Tusow besiegte, bevor er Nikita Liwada unterlag. Im September belegte er beim Imperija-Pokal den dreizehnten Rang. Nachdem er beim Kremlin Cup in der Runde der letzten 64 ausgeschieden war, zog er beim Savvidi Cup ins Achtelfinale ein, in dem er Jauhen Kurta (5:6) unterlag.
Anfang 2013 erreichte Wardanjan Kirow-Millionenturnier das Viertelfinale. Dies blieb in diesem Jahr sein bestes Ergebnis auf internationaler Ebene, so scheiterte er etwa beim Tschernosem-Pokal im Sechzehntelfinale und kam beim Savvidi Cup auf den 25. Platz. Nachdem er zu Beginn des Jahres 2014 unter anderem beim Kirow-Millionenturnier früh ausgeschieden war, erreichte er bei zwei Weltcupturnieren das Achtelfinale; beim Bürgermeisterpokal in Moskau verlor er in der Runde der letzten 16 gegen Jewhen Nowossad und beim Kremlin Cup besiegte er unter anderem Jegor Plischkin, bevor er im Achtelfinale dem späteren Turniersieger Wladislaw Osminin unterlag. Im November 2014 folgte seine zweite WM-Teilnahme, erneut in der Disziplin Freie Pyramide. Mit Siegen gegen Marek Potas und Dastan Lepschakow gelangte er in die Runde der letzten 32, in der er dem späteren Finalisten Oleksandr Palamar mit 0:6 unterlag. Wenig später erreichte er beim Savvidi Cup das Achtelfinale.
Auch bei der WM 2015 in der Kombinierten Pyramide kam Wardanjan ins Sechzehntelfinale und verlor dort gegen Wladislaw Osminin. Im weiteren Verlauf des Jahres schied er zumeist früh aus, zu seinen besten Ergebnissen des Jahres zählten das Erreichen des Achtelfinales beim Tyrin-Pokal und der Einzug in die Runde der letzten 32 beim Kremlin Cup. Im Dezember musste er bei der Freie-Pyramide-WM eine Erstrundenniederlage gegen Aleh Retschyz hinnehmen. 2016 erreichte Wardanjan das Viertelfinale der Kropotkin Open und gewann durch einen 4:2-Finalsieg gegen Michail Wolkow den Igolnikow-Pokal, scheiterte jedoch beim Savvidi Cup und bei der Freie-Pyramide-WM in der ersten Runde.
Nach einer weiteren Auftaktniederlage bei der Kombinierte-Pyramide-WM 2017 erreichte er beim Andrei-Kasjanow-Turnier das Viertelfinale und beim Bortow-Pokal das Endspiel, in dem er Alexei Schoschin mit 3:4 unterlag. Im September 2017 zog Wardanjan beim Kremlin Cup unter anderem durch Siege gegen den Weltmeister Leonid Schwyrjajew, Dsjanis Kolassau und Maxim Pan ins Finale ein, in dem er sich dem Usbeken Aleksandr Sidorov mit 15:30 geschlagen geben musste, und sicherte sich damit seine erste Medaille im Kombinierte-Pyramide-Weltcup. Wenig später schied er beim Savvidi Cup in der Runde der letzten 64 aus und bei den Prince Open im Sechzehntelfinale.
Im Jahr 2018 musste Wardanjan zumeist frühe Niederlagen hinnehmen. So scheiterte er beim Kremlin Cup und beim Savvidi Cup in der Runde der letzten 128 und verlor bei der Freie-Pyramide-WM 2018 sein Auftaktspiel. Im Dezember hingegen gewann er durch einen 5:4-Endspielsieg gegen Denis Smirnow den Trestfom-Pokal.
Nachdem er bei vier Weltmeisterschaften in Folge sieglos geblieben war, gewann Wardanjan bei der Kombinierte-Pyramide-WM 2019 sein Auftaktspiel gegen Uladsislau Radsiwonau und unterlag im Sechzehntelfinale dem späteren Weltmeister Iossif Abramow. Eine Woche später schied er beim Weltcup in der Runde der letzten 64 aus. Im September gelangte er beim Sytin-Pokal ins Endspiel und verlor mit 0:4 gegen Andrei Schagajew. Wenig später erreichte er bei den Chechen Open das Sechzehntelfinale und beim Kremlin Cup die Runde der letzten 64 und belegte beim Savvidi Cup 2019 den 49. Platz. Im November 2019 schied er beim Trestfom-Pokal im Viertelfinale gegen Wiktor Loktew aus.
Im November 2020 erreichte Wardanjan beim Lemajew-Pokal das Achtelfinale und Anfang 2021 beim Masitow-Pokal das Sechzehntelfinale.

## Erfolge
| Ergebnis | Jahr | Turnier                    | Finalgegner       | Endstand |
| -------- | ---- | -------------------------- | ----------------- | -------- |
| Finalist | 2011 | Gouverneurspokal Uljanowsk | Oleksandr Palamar | 5:7      |
| Finalist | 2012 | Adygeja-Pokal              | Iwan Pawenko      | 4:5      |
| Sieger   | 2016 | Igolnikow-Pokal            | Michail Wolkow    | 4:2      |
| Finalist | 2017 | Bortow-Pokal               | Alexei Schoschin  | 3:4      |
| Finalist | 2017 | Kremlin Cup                | Aleksandr Sidorov | 15:30    |
| Sieger   | 2018 | Trestfom-Pokal             | Denis Smirnow     | 5:4      |
| Finalist | 2019 | Sytin-Pokal                | Andrei Schagajew  | 0:4      |

## Teilnahmen an Weltmeisterschaften
| Disziplin            | 2011  | 2012 | 2013 | 2014 | 2015 | 2016 | 2017  | 2018  | 2019  | 2020  |
| -------------------- | ----- | ---- | ---- | ---- | ---- | ---- | ----- | ----- | ----- | ----- |
| Freie Pyramide       | R     | –    | –    | L32  | R    | L64  | n. a. | L64   | –     | n. a. |
| Dynamische Pyramide  | n. a. | –    | –    | –    | –    | –    | n. a. | –     | n. a. | n. a. |
| Kombinierte Pyramide | –     | –    | –    | –    | L32  | –    | L64   | n. a. | L32   | n. a. |
| Quelle:              |       |      |      |      |      |      |       |       |       |       |

| Legende | Legende                               |
| ------- | ------------------------------------- |
| S       | Sieger                                |
| F       | Finalist                              |
| HF / H  | Halbfinalist                          |
| VF / V  | Viertelfinalist                       |
| AF / A  | Achtelfinalist                        |
| LX      | Niederlage in der Runde der letzten X |
| R2      | Niederlage in Runde 2                 |
| R       | Vorrundenaus/Niederlage in Runde 1    |
| –       | nicht teilgenommen                    |
| n. a.   | nicht ausgetragen                     |